# Sverige i olympiska sommarspelen 1912

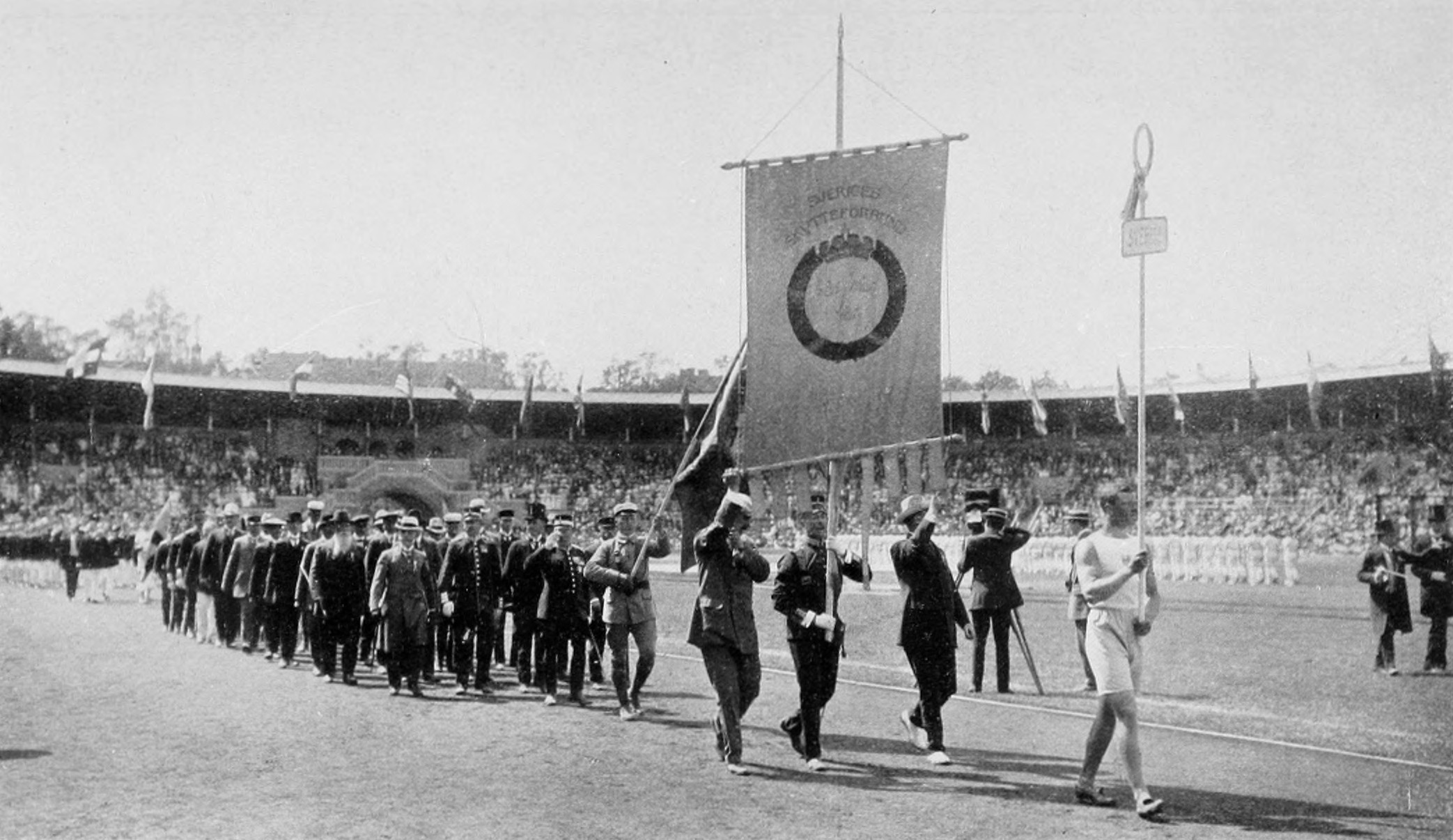
Den svenska truppen under öppningsceremonin på Stockholms Stadion.

Sverige i olympiska sommarspelen 1912.

## Svenska medaljörer

### Brottning, grekisk romersk stil
- Lättvikt
  - Gustaf Malmström, silver
  - Edvin Mattiasson, brons

- Mellanvikt 
  - Claes Johansson, guld

- Lätt tungvikt 
  - Anders Ahlgren, silver

### Cykel
- Landsvägslopp 316 km, lag
  - Erik Friborg, Ragnar Malm, Axel Persson, Algot Lönn, guld

### Friidrott
- Terränglöpning, individuellt
  - Hjalmar Andersson, silver
  - John Eke, brons

- Terränglöpning, lag
  - Hjalmar Andersson /John Eke /Josef Ternström, guld

- Stafett 4 x 100 m
  - Ivan Möller /Charles Luther /Thure Persson /Knut Lindberg, silver

- Längdhopp
  - Georg Åberg, brons

- Trestegshopp
  - Gustaf "Topsy" Lindblom, guld
  - Georg Åberg, silver
  - Erik Almlöf, brons

- Spjutkastning, bästa hand
  - Eric Lemming, guld

- Diskuskastning, sammanlagt höger och vänster hand
  - Emil Magnusson, brons

- Tiokamp
  - Hugo Wieslander, silver
  - Charles Lomberg, brons

(se dock den löpande texten)
- Dragkamp
  - Arvid Andersson /Adolf Bergman /Johan Edman /Erik Algot Fredriksson /August Gustafsson /Carl Jonsson /Erik Larsson /Herbert Lindström, guld

### Gymnastik
- Trupptävlan, svenskt system
  - Per Daniel Bertilsson /Ernfrid Carlberg /Nils Granfelt /Curt Hartzell /Oswald Holmberg /Anders Hylander /Axel Janse /Boo Kullberg /Sven Landberg /Per Nilsson /Benkt Norelius /Axel Norling /Daniel Norling /Sven Rosén /Carl Silfverstrand /Nils Silfverskiöld / Yngve Stiernspetz /Carl-Erik Svensson /Karl-Johan Svensson /John Sörensson /Knut Torell /Edward Wennerholm /Claes-Axel Wersäll /David Wiman, guld

### Modern femkamp
- - Gösta Lilliehöök, guld
  - Gösta Åsbrink, silver
  - Georg de Laval, brons

### Ridning
- Fälttävlan, individuellt
  - Axel Nordlander, guld

- Fälttävlan, lag
  - Nils Adlercreutz /Ernst Casparsson /Axel Nordlander / Henric Arvid Bengt Christer Horn af Åminne, guld

- Dressyr
  - Carl Bonde, guld
  - Gustaf Adolf Boltenstern s:r, silver
  - Hans von Blixen-Finecke, brons

- Prishoppning, lag
  - Gustaf Kilman /Carl Gustaf Lewenhaupt /Hans von Rosen,guld

### Rodd
- Inriggad fyra med styrman
  - William Bruhn-Möller /Conrad Brunkman /Herman Dahlbäck /Ture Rosvall /Wilhelm Wilkens, silver

### Segling
- 6 metersklassen
  - Eric Sandberg /Harald Sandberg /Otto Aust, brons

- 8 metersklassen
  - Herbert Westermark /Nils Westermark /Bengt Heyman /Alvar Thiel /Emil Henriques, silver

- 10 metersklassen
  - Filip Ericsson /Carl Hellström /Paul Isberg /Humbert Lundén /Herman Nyberg /Harry Rosenswärd /Erik Wallerius/Harald Wallin, guld

- 12 metersklassen
  - Per Bergman /Dick Bergström /Kurt Bergström /Hugo Clason /Folke Johnson /Sigurd Kander /Nils Lamby /Erik Lindqvist /Nils Persson /Hugo Sällström, silver

### Simning
- 400 m bröstsim, herrar
  - Thor Henning, silver

- Raka hopp, herrar
  - Erik ”Loppan” Adlerz, guld
  - Hjalmar Johansson, silver
  - Johan Jansson, brons

- Raka och varierande hopp, herrar
  - Erik "Loppan" Adlerz, guld
  - Gustaf Blomgren, brons

- Raka hopp, damer
  - Greta Johansson, guld
  - Lisa Regnell, silver

- Vattenpolo
  - Robert Andersson /Vilhelm Andersson /Erik Bergqvist /Max Gumpel /Pontus Hansson /Harald Julin /Torsten Kumfeldt, silver

### Skytte
- Armégevär, lag
  - Carl Björkman /Tönnes Björkman /Mauritz Eriksson /Verner Jernström /Bernhard Larsson /Hugo Johansson, brons

- Fritt gevär, lag
  - Carl Björkman /Erik Blomqvist /Mauritz Eriksson /Hugo Johansson /Gustav Adolf Jonsson /Bernhard Larsson, guld

- Miniatyrgevär 50 m, lag
  - Eric Carlberg /Wilhelm Carlberg /Arthur Nordensvan /Ruben Örtegren, silver

- Miniatyrgevär 25 m försvinnande mål, individuellt
  - Wilhelm Carlberg, guld
  - Hübner von Holst, silver
  - Gideon Eriksson, brons

- Miniatyrgevär 25 m försvinnande mål, lag
  - Gustaf Boivie /Eric Carlberg /Wilhelm Carlberg / Hübner von Holst, guld

- Fripistol 50 m, lag
  - Erik Boström / Eric Carlberg /Wilhelm Carlberg /Georg de Laval, silver

- Duellpistol, individuellt
  - Paul Palén, silver
  - Hübner von Holst, brons

- Duellpistol, lag
  - Eric Carlberg /Vilhelm Carlberg / Hübner von Holst / Paul Palén, guld

- Löpande hjort, enkelskott, individuellt
  - Alfred Swahn, guld
  - Åke Lundeberg, silver

- Löpande hjort, enkelskott, lag
  - Per-Olof Arvidsson / Åke Lundeberg / Alfred Swahn /Oscar Swahn, guld

- Löpande hjort, dubbelskott, individuellt
  - Åke Lundeberg, guld
  - Edward Benedicks, silver
  - Oscar Swahn, brons

### Tennis
- Herrdubbel, inomhus
  - Carl Kempe /Gunnar Setterwall, silver

- Mixed dubbel, inomhus
  - Gunnar Setterwall /Sigrid Fick, brons

- Mixed dubbel, utomhus
  - Gunnar Setterwall /Sigrid Fick, silver